# Euconulus praticola
Espèce
Statut de conservation UICN

 DD  : Données insuffisantes
Euconulus praticola (Conule brillant) est un escargot terrestre, pulmoné, gastéropode de la famille des Euconulidae

## Description
Sa coquille mesure moins de 3.5 mm de couleur brun rougeâtre est composé de 5 tours et demi. La face inférieure de la coquille est nettement striée en spirale. 

## Écologie
C’est une espèce inféodée aux zones humides (tourbières, marais, fossés et canaux, prairies humides et roselières) 